# Gronostaje w Nowej Zelandii

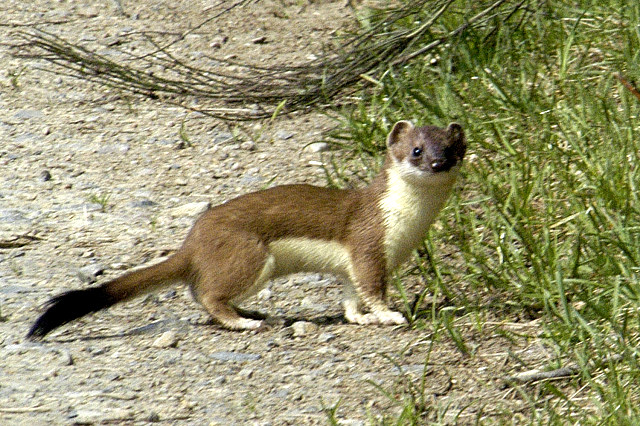
Gronostaj w swoim środowisku naturalnym (w tym wypadku w Ardenach w Belgii).

Gronostaje (Mustela erminea) zostały wprowadzone do Nowej Zelandii w celu kontroli populacji królików i zajęcy, ale stanowią teraz poważne zagrożenie dla populacji lokalnych ptaków. Środowisko naturalne gronostaja jest ograniczone do niektórych części półkuli północnej. Przed pojawieniem się pierwszych ludzkich osadników w Nowej Zelandii nie występowały żadne lądowe ssaki z wyjątkiem nietoperzy, ale zarówno Maorysi jak i Europejscy osadnicy introdukowali wiele różnych gatunków zwierząt.

## Wprowadzenie gronostajów
Króliki zostały wprowadzone jako zwierzęta hodowlane i łowne przez europejskich osadników i w latach 70. XIX wieku stały się poważnym zagrożeniem dla nowo rozwiniętej gospodarki rolnej. Rolnicy zaczęli domagać się wprowadzenia łasicowatych, (w tym gronostajów) w celu kontroli plagi królików. Naukowcy z Wielkiej Brytanii i Nowej Zelandii, między innymi nowozelandzki ornitolog Walter Buller, ostrzegali przed zagrożeniem dla lokalnych ptaków ze strony gronostajów. Ostrzeżenia te zostały zignorowane i introdukcja gronostajów z Wielkiej Brytanii rozpoczęła się w latach 80. W następnych sześciu latach zaobserwowane zostało drastyczne zmniejszenie się populacji ptaków.
W grudniu 2010 r. zaobserwowano gronostaja na, uznawanej za wolną od nich, wyspie Kapiti i do sierpnia 2011 DOC zdołało zabić trzy osobniki. Uważa się, że nie mogły one przepłynąć ośmiokilometrowej cieśniny dzielącej wyspę od wybrzeża Nowej Zelandii.

## Zagrożenie dla ptaków
Duża część zamieszkujących Nową Zelandię ptaków należy do gnieżdżących się na ziemi oraz nielotów z powodu długiej geograficznej izolacji i braku drapieżnych ssaków. Lokalne gatunki ptaków wypełniły w drodze ewolucji niszę zajętą w wielu innych częściach świata przez ssaki. Gronostaje są największym zagrożeniem dla ptaków gnieżdżących się na ziemi i w dziuplach bo mają one bardzo mało możliwości uniknąć predacji. Poza ptakami gronostaje żywią się insektami i myszami. W okresie rozsiewu bukanów, kiedy drzewa te produkują większe niż zwykle ilości nasion, populacja gronostajów zmienia zachowania drapieżnicze. Przy obfitości nasion wzrasta liczba szczurów i myszy; zwiększona dostępność pożywienia powoduje zwiększone rozmnażanie się gronostajów. Zwiększona liczba gronostajów redukuje populację gryzoni i gronostaje do polowania na ptaki. Populacja zagrożonych takahe zmalała o jedną trzecią między rokiem 2006 a 2007 po tym jak plaga gronostajów wywołana rozsiewem w latach 2005-06 wytrzebiła połowę takahe w regionach wolnych od pułapek.

## Kontrola populacji

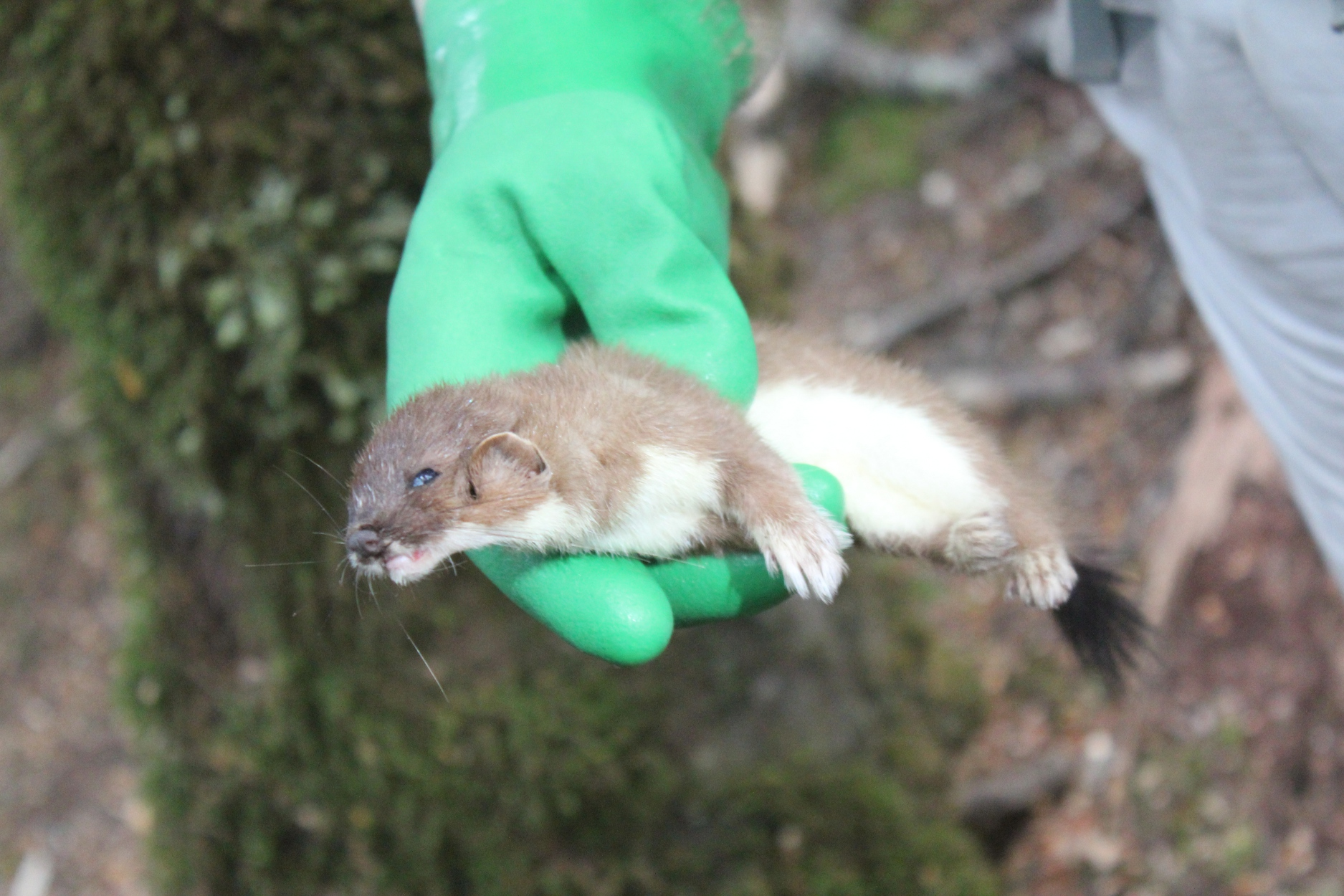
Martwy gronostaj wyjęty z pułapki w regionie Fiordland

Kontrola populacji gronostajów jest trudna z powodu ich nieśmiałości do przynęty i ostrożności przy pułapkach a także dużej zdolności reprodukcyjnej. W niektórych regionach występowania zagrożonych ptaków wprowadzono programy pułapek na gronostaje. Najbardziej popularną metodą jest użycie pułapek w kształcie tuneli - drewniane pudełko z małym otworem wejściowym umieszcza się na jednym końcu tunelu aby umożliwić gronostajowi wejście. Przynętą jest jajko a w tunelu umieszcza się pułapkę mającą zabić zwierzę. Pułapek używa się głównie w rezerwatach przyrody ogrodzonych płotami o drobnym splocie. Badane są również metody ograniczenia rozmnażania gronostajów.

## Sytuacja prawna
Pomimo że przed sprowadzeniem ich do Nowej Zelandii podejrzewano, że gronostaje mogą stać się szkodnikami, były one pod ochroną nawet do 1936 roku. Obecnie wprowadzanie gronostajów do obszarów chronionych jest karalne w ramach ochrony różnorodności biologicznej.